# Шарын-Сала
Шарын-Сала (калм. Шарын-Сала) — река в Республике Калмыкия. В верхней части, до впадения реки Ар-Хара, также известна как балка Передняя Хара. Длина — 58 километров, площадь водосборного бассейна — 470 км². Протекает в Ики-Бурульском и Яшкульском районах Калмыкии. Относится к Западно-Каспийскому бассейновому округу

## Физико-географическая характеристика
Река Шарын-Сала берёт начало в пределах Ергенинской возвышенности, в балке Передняя Хара. От истока и до устья река течёт преимущественно с запада на восток. До устья реки Ар-Хара река протекает в довольно узкой балке. Ниже балка постепенно расширяется, достигая, ниже устья реки Багут-Сала ширины в 2-3 км.
Как и других рек бессточной области Западно-Каспийского бассейна, основная роль в формировании стока реки Шарын-Сала принадлежит осадкам, выпадающим в холодную часть года. Вследствие значительно испарения в весенне-летний период роль дождевого питания невелика. Как правило, весь сток проходит весной в течение 30 — 50 дней, иногда этот срок сокращается до 10 дней.
На реке Шарын-Сала имеется водохранилище «Госпруд» ёмкость 1,8 млн м³

### Бассейн
- Шарын-Сала[8]
  - р. Ар-Хара (левая составляющая) — 45 км от устья
  - б. Бурата (правая составляющая)
  - б. Имкин-Сала (л)
  - р. Багут-Сала (п) — 24 км от устья

## Источник
- Атлас Республики Калмыкия, ФГУП «Северо-Кавказское аэрогеодезическое предприятие», Пятигорск, 2010 г., стр. 139, 140.